# Sandfloegga
Sandfloegga eller Sandfloeggi er et bjerg der rækker 1.721 moh. som ligger i Odda kommune i Vestland fylke i Norge. Det er det højeste bjerg på Norges største højfjeldsvidde Hardangervidda hvis man ikke medregner Hardangerjøkulen og Folarskardnuten. Sandfloegga er sammen med Nupmassivet i syd et udpræget fjeldmassiv på den ellers langstrakte, flade vidde. Hardangervidda ligger i gennemsnit på 1.200 moh., men i sydvest ved Sandfloegga er terrænet mere kuperet og bjergrigt.
Fra toppen kan man se ud over hele Hardangervidda, Hårteigen (1.690 moh.) i nord, Hallingskarvet (1.933 moh.) i nordøst, Gaustatoppen (1.883 moh.) i sydøst og ud mod Folgefonna (1.662 moh.) i vest.
Sandfloegga er i lighed med den noget lavere Hårteigen inddelt i tre etager af bjergarter. Underst er det grundfjeld-granit, ovenfor ligger metamorfe sedimentbjergarter, og øverst danner den hårde gneis de bratte bjergvægge i nordøst.

## Adgang
De fleste bestiger Sandfloegga om vinteren på ski fra Haukeliseter. Om sommeren er det lettest at bestige toppen fra Middalsbu og følge Trossovdalen op på toppen; på plateauet er der to "bræer", men disse er stort set ufarlige at gå på.